# So sánh Đức Quốc Xã và chủ nghĩa Stalin

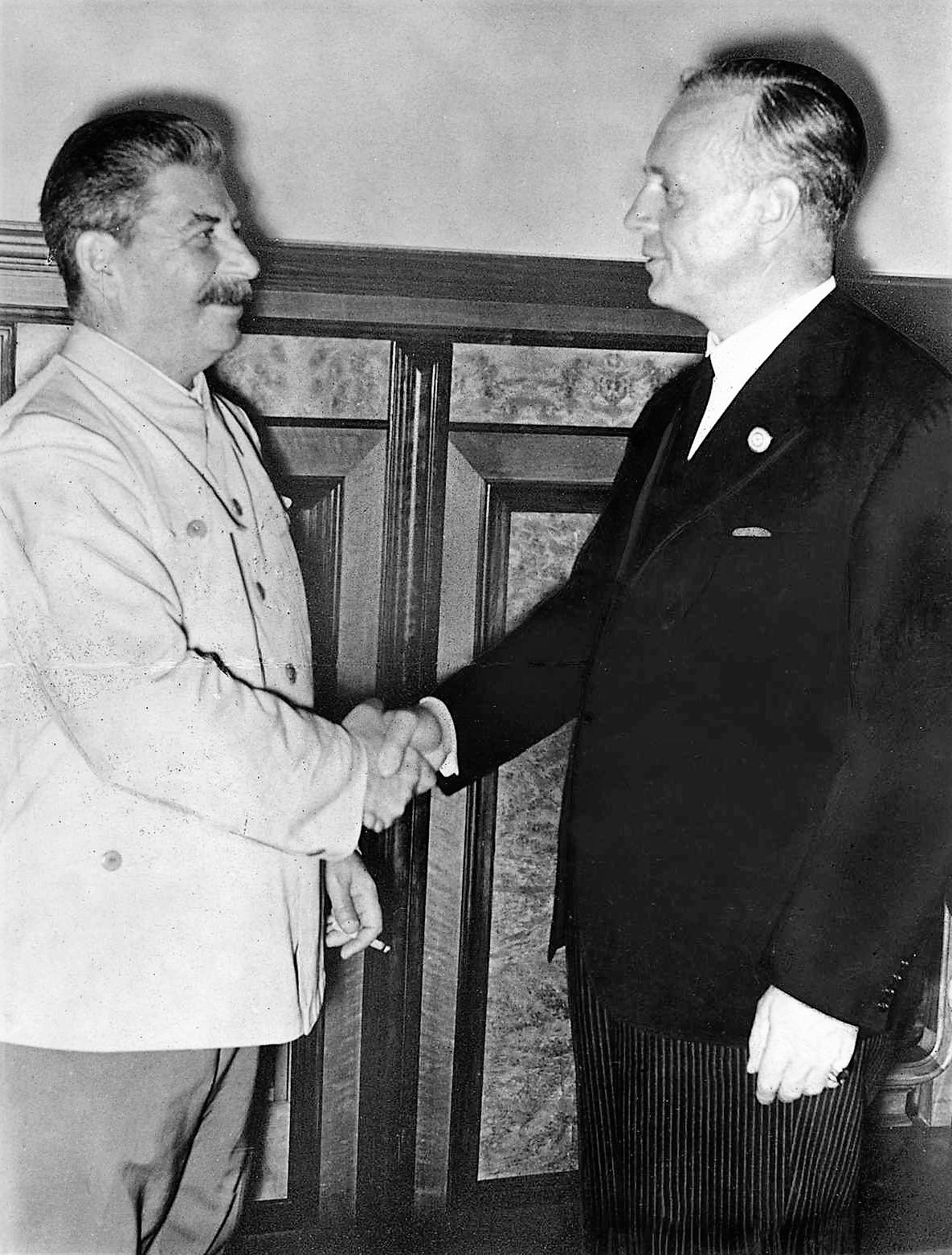
Lãnh tụ Xô Viết Joseph Stalin và ngoại trưởng Đức Joachim von Ribbentrop tại điện Kremli vào tháng 8 năm 1939, dịp ký kết hiệp ước Xô-Đức

Một số các tác giả đã so sánh Đức Quốc xã và chủ nghĩa Stalin, để mà tìm hiểu xem 2 ý thức hệ là tương tự hay khác biệt, những kết luận này ảnh hưởng gì đến việc thông hiểu lịch sử của thế kỷ XX, có quan hệ nào giữa 2 chế độ, và tại sao cả hai lại nổi bật lên cùng một lúc. Những câu trả lời cho các câu hỏi trên luôn bị tranh cãi. Trong thế kỷ XX, sự so sánh về chủ nghĩa Stalin và Đức Quốc xã thường về các đề tài chủ nghĩa toàn trị, ý thức hệ, và nhân cách. Cả hai chế độ được xem xét về sự tương phản so với phương Tây tự do, các chế độ dân chủ tự do cam kết gắn bó với các quyền công dân, tư hữu và hoà bình, với sự nhấn mạnh về những điểm tương tự giữa 2 chế độ, trong khi những khác biệt được đánh giá thấp. Chủ nghĩa Stalin còn được xem như là một kiểu của chủ nghĩa phát xít. Hannah Arendt, Carl Friedrich và Zbigniew Brzezinski là những người nổi bật giải thích với mô hình "toàn trị". Mô hình toàn trị này không được thừa nhận vào thập niên 1970 bởi một số nhà khoa học chính trị mà tìm hiểu về sự hiện đại hóa Liên Xô, và bởi những sử gia "functionalist", như Martin Broszat và Hans Mommsen, mà lý luận là, chế độ Đức Quốc xã thì không tổ chức chặt chẽ đủ để có thể xem là toàn trị. Sự so sánh giữa Đức Quốc xã và chủ nghĩa Stalin, mà được thực hiện trên một căn bản lý thuyết bởi các nhà khoa học chính trị dưới thời chiến tranh lạnh, bây giờ được thực hành trên căn bản nghiên cứu qua các bằng chứng thu thập được, bởi vì ngày nay các dự kiện có thể được tiếp cận dễ dàng hơn. Tuy nhiên nó vẫn còn là một lĩnh vực nghiên cứu hàn lâm bị sao lãng.

## Lịch sử những cuộc so sánh
Sự so sánh giữa chủ nghĩa Phát xít và chủ nghĩa Cộng sản, hay đặc biệt hơn, giữa chủ nghĩa Quốc xã và chủ nghĩa Stalin có một truyền thống lâu năm. Trong thập niên 1920, đảng SPD, dưới sự lãnh đạo của Hermann Müller, đã chấp nhận quan điểm "Đỏ thì cũng như là Nâu," có nghĩa là người Cộng sản và người Quốc xã đều đưa tới những đe dọa cho nền dân chủ tự do. Trong năm 1930, Kurt Schumacher (lãnh tụ đảng SPD sau thế chiến thứ Hai) đã nói câu nói nổi tiếng, là 2 phong trào đã làm cho nhau tồn tại. Ông ta lý luận là Đảng Cộng sản Đức, mà là những người stalinist trung thành, là "những người Quốc xã sơn đỏ." So sánh này được phản ánh bởi lý thuyết chủ nghĩa Phát xít Xã hội được đề xuất bởi chính quyền Xô Viết và Đệ Tam Quốc tế (bao gồm cả Đảng Cộng sản Đức), theo đó, Dân chủ xã hội là một trong những dạng chủ nghĩa Phát xít, cùng với chủ nghĩa Quốc xã và các ý thức hệ khác.

### The Origins of Totalitarianism
Trong cuốn sách của Hannah Arendt The Origins of Totalitarianism (Nguồn gốc của chủ nghĩa Toàn trị) (1951), nó giải thích và nghiên cứu 2 phong trào toàn trị chính của thế kỷ XX, chủ nghĩa Cộng sản và chủ nghĩa Quốc xã. Bà kết luận là cả hai phong trào này đều cố gắng loại bỏ những kiềm chế quyền lực của nhà nước.

### Các viện nghiên cứu
Một số viện nghiên cứu đang tập trung phân tích chủ nghĩa Phát xít/chủ nghĩa Quốc xã và chủ nghĩa Stalin/chủ nghĩa Cộng sản, và những tiếp cận theo lối so sánh, trong đó có Viện Hannah-Arendt nghiên cứu về chủ nghĩa toàn trị ở Đức, Viện nghiên cứu về các chế độ toàn trị ở Cộng hòa Séc và Viện Tưởng niệm Quốc gia ở Ba Lan.

## Tương tự giữa chủ nghĩa Stalin và Đức Quốc xã

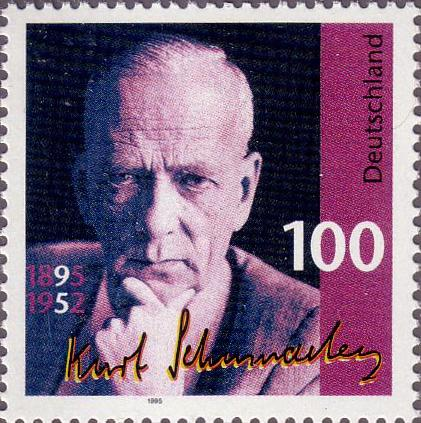
Lãnh tụ Dân chủ Xã hội Đức Kurt Schumacher nói một câu rất phổ biến: người cộng sản là "Đức quốc xã sơn đỏ", và cả hai phong trào làm cho nhau tồn tại.

Mặc dù đảng Đức Quốc xã về ý thức hệ chống lại chủ nghĩa Cộng sản, Adolf Hitler và các lãnh tụ Nazi thường công nhận chỉ ở Liên Xô là có tổ chức ý thức hệ và cách mạng tương ứng với họ. Adolf Hitler đã khen ngợi Stalin vào nhiều dịp, Hitler phê bình chủ nghĩa Stalin là đã làm tốt trong việc loại trừ ảnh hưởng Do thái ra khỏi đảng Cộng sản Liên Xô, nhắc tới việc thanh trừng những người cộng sản Do thái như Leon Trotsky, Grigory Zinoviev, Lev Kamenev, Karl Radek.

### Sinh học chính trị
Đức Quốc xã và chủ nghĩa Stalin cả hai đều nhấn mạnh sự quan trọng của sinh học chính trị không tưởng, nhất là khi liên quan đến việc sinh sản. Việc nhấn mạnh này không phải là đặc biệt lắm, vì các quốc gia Âu Châu khác cũng thực hành thuyết ưu sinh vào lúc đó, và lý tưởng của những người Stalinist và Nazi phần lớn rất khác biệt. Điểm tương tự chính là việc liên hệ chính sách sinh sản với mục đích lý tưởng của đất nước. Tuy nhiên có những khác biệt quan trọng giữa cách 2 chế độ tiếp cận. Liên Xô của Stalin không bao giờ chính thức ủng hộ như người Nazi, chính phủ Liên Xô coi đó là một khoa học phát xít mặc dù họ cũng làm. Ngoài ra 2 chế độ cũng có cách tiếp cận khác nhau về quan hệ giữa gia đình và lao động. Nazi cổ vũ cho người đàn ông nuôi nấng gia đình, trong khi stalinist hô hào việc chồng và vợ cùng đi làm việc.
Nazi Đức, Liên Xô, và phát xít Ý đều rất lo lắng về mức sinh đẻ thấp. Chính sách sinh sản ở Liên Xô và Nazi Đức đều được quản lý bởi một hệ thống y tế, cả hai đều xem y tế là những điều quan trọng để phát triển một xã hội mới. Trong khi Liên Xô phải thiết lập một hệ thống y tế công cộng mới, Nazi Đức xây dựng trên một hệ thống y tế đã tồn tại, phát triển từ 1883 bởi Otto von Bismarck, mà là chương trình y tế công cộng đầu tiên trên thế giới. Nazi tập trung vào hệ thống ý tế để áp đặt những lý tưởng Nazi lên nó, thay thế những cơ quan phúc lợi chính phủ và tình nguyện với những cơ quan mới mà chú trọng vấn đề thanh lọc giống nòi và những điểm khác của ý thức hệ Nazi. Đảng Cộng sản Liên Xô theo thuyết Ưu sinh trong năm 1920 với sự thành lập xã hội Ưu sinh, và năm sau thành lập cơ quan Ưu sinh trong viện khoa học hàn lâm Liên Xô.

### Bạo lực chính trị và xã hội bạo lực
Cả Đức Quốc xã và chủ nghĩa Stalin đã dùng bạo lực tập thể. Cả hai đã dùng những trại giam được điều hành bởi cảnh sát mật (NKVD) ở Liên Xô và SS ở Nazi Đức. Cả hai chính quyền đã tham dự vào bạo lực chống các nhóm thiểu số dựa trên những ác cảm với người ngoại quốc. Bạo lực chống lại những người khác giống nòi của Nazi thì thẳng thừng nhưng viện lý lẽ là chống lại những thành phần xấu xa trong xã hội, trong khi bạo lực đó ở Liên Xô ngụy trang chống lại những phần tử nguy hiểm cho xã hội, một từ nhắm vào các dân tộc thiểu số.
Cả Stalin của Liên Xô và Nazi Đức đều là những xã hội bạo lực, nơi mà bạo lực tập thể được chấp nhận bởi nhà nước, chẳng hạn như cuộc Đại thanh trừng vào năm 1937 tới 1938 ở Liên Xô và Holocaust ở Nazi và những lãnh thổ họ chiếm đóng trong thế chiến thứ Hai. Liên Xô đã thiết lập những "chỗ cư trú đặc biệt" nơi mà những người bị cho là "gây tai hại cho xã hội" hay "nguy hiểm cho xã hội", những người đã từng bị kết án tù, những kẻ phạm tội, những kẻ sống lang thang, những kẻ bị tước quyền và "những phần tử bị trục xuất khỏi xã hội" bị đày tới. Những "chỗ cư trú đặc biệt" phần lớn ở Siberia, phía Bắc xa xôi, vùng Urals, hay những chỗ tương tự. Trong tháng 7 năm 1933, Liên Xô đã cho bắt tập thể 5000 người Di-gan chỉ dựa trên giống dân, đày họ tới "chỗ cư trú đặc biệt" ở Tây Siberia. Năm 1935, Liên Xô đã bắt 160,000 người không nhà hoặc mắc phải những tội phạm nhỏ và gởi nhiều người trong số này tới những trại lao động NKVD nơi họ bị bắt buộc lao động.
Tương tự với Đức Quốc xã, chủ nghĩa Stalin trong thực hành ở Liên Xô theo đuổi việc đi đày các dân tộc thiểu số từ thập niên 1930 cho tới đầu thập niên 1950, với tổng cộng là 3 triệu người dân Sô Viết đã phải rời nơi cư trú chỉ vì thuộc về một giống dân. Cuộc đi đày chính đầu tiên xảy ra tháng 12 năm 1932 tới tháng 1 năm 1933, khoảng 60,000 người Kuban Cossack đã bị buộc tội tập thể chống đối Xã hội chủ nghĩa và liên kết với chủ nghĩa dân tộc Ukraina. Từ 1935 tới 1936, Liên Xô đã đưa đi đày những công dân Sô Viết gốc Ba Lan và Đức, sống ở những vùng miền Tây Ukraina, và những công dân Sô Viết gốc Phần Lan, sống ở biên giới Phần Lan-Liên Xô. Những cuộc đi đày này từ 1935 tới 1936 ảnh hưởng tới hàng chục ngàn gia đình. Từ tháng 9 tới tháng 10 năm 1937, nhà cầm quyền Sô Viết đưa đi đày dân tộc thiểu số Hàn Quốc mà sống ở vùng Viễn Đông có biên giới với Hàn Quốc lúc đó bị kiểm soát bởi Nhật Bản. Nhà cầm quyền Liên Xô cho lãnh thổ này là "vùng đất màu mỡ cho người Nhật cày bừa" - ám chỉ nghi ngờ của Liên Xô, những người Hàn Quốc ở đó có thể nhập với lực lượng Nhật Bản để thống nhất với Hàn Quốc. Trên 170.000 người Hàn Quốc bị đày tới những vùng Trung Á. Những vụ đi đày dân tộc thiểu số tập thể này phản ảnh một hướng mới trong chính sách Stalinist, một chính sách bài ngoại ("Soviet xenophobia"), dựa trên sự nghi ngờ là những nhóm dân này dễ bị ảnh hưởng bởi tư bản ngoại bang, và cũng vì chủ nghĩa dân tộc của người Nga ngày càng lớn mạnh.
Sau khi Nazi tuyên bố chiến tranh với Liên Xô vào năm 1941, Liên Xô lại đề xướng đưa đi đày một loạt các dân thiểu số khác. Nhóm đầu tiên là người Liên Xô gốc Đức, giữa tháng 9 năm 1941 và tháng 2 năm 1942, 900.000 người - trên 70% của toàn thể cộng đồng người Liên Xô gốc Đức- bị đi đày tới Kazakhstan và Siberia trong những chương trình tập thể. Một làn sóng thứ hai của việc đi đày tập thể xảy ra giữa tháng 11 năm 1943 và tháng 5 năm 1944 trong đó nhà cầm quyền Liên Xô đuổi 6 dân tộc thiểu số (Balkars, Chechens, Crimean Tartars, Ingush, Karachai, và Kalmyks) tổng cộng là 900.000. Cũng có những chương trình nhỏ hơn dính líu đến việc thanh lọc chủng tộc của những nhóm thiểu số trong suốt và sau thế chiến thứ Hai, trong đó hàng chục ngàn người thuộc giống dân Bulgaria ở bán đảo Krim, Hy Lạp, Iran, Khemshil, Kurd, và Meskhetia Turk ở Biển Đen và các vùng ranh giới liên Kavkaz.
Hai nhóm dân tộc thiểu số mà là mục tiêu đặc biệt cho những vụ ngược đãi bởi Liên Xô là người Chechen (Chechnya) và Ingush (Ingushetiya). Không giống như các chủng tộc khác mà bị nghi ngờ móc nối với các ngoại bang mà cùng một dân tộc, người Chechen và Ingush hoàn toàn người địa phương ở Liên Xô. Vì vậy, Liên Xô cho là, văn hóa của những dân tộc này không thích hợp nói chung với toàn thể nước Liên Xô, bằng cách cho họ là những kẻ trộn cắp, vì vậy Liên Xô phải can thiệp để cải tổ văn hóa của họ. Trên thực tế, điều này có nghĩa là những chương trình trừng phạt có vũ trang được thực hiện chống lại bọn "trộn cắp" Chechen mà đã không thể bị đồng hóa, đưa tới kết quả nhà cầm quyền Liên Xô 1944 đã thực hiện những hoạt động thanh lọc chủng tộc lớn lao, bắt giam và đưa đi đày trên 500.000 người Chechen và Ingush từ Kavkaz tới Trung Á và Kahzakstan để làm "an tâm" thiểu số người Nga (30% của dân số) ở Cộng hòa Chechen-Ingush. Việc đưa đi đày người Chechen và Ingush cũng dính líu tới vụ thảm sát tập thể hàng ngàn người, và những người bị đưa đi đày này phải chịu tình trạng rất nan khổ - họ bị bỏ vào những toa xe lửa mà không đóng kín, rất ít hay không có thực phẩm cho một hành trình dài 4 tuần, đưa đến việc nhiều người chết vì đói hay kiệt sức.
Sự khác biệt chính giữa việc đưa đi đày của Đức Quốc xã và Stalinist là ở mục đích của nó: Trong khi Đức Quốc xã thanh lọc chủng tộc để cho người Đức có thể tới cư trú ở những vùng đã bị thanh lọc, Liên Xô của Stalin theo đuổi thanh lọc chủng tộc để di chuyển những dân tộc thiểu số ra khỏi những khu vực chiến lược quan trọng.

#### Trại tập trung
Những nghiên cứu của các sử gia như Ernst Nolte, Andreas Hillgruber và những người khác trong thập niên 1980 đã so sánh các chính sách của Adolf Hitler và Joseph Stalin, và đã thấy được những điểm tương tự giữa hệ thống trại tập trung ở Liên Xô và Đức Quốc xã.
Margarete Buber-Neumann trong những hồi ký tại cả trại tập trung ở Liên Xô (1937-1940) và Đức (1940-1945) nhận thấy phương pháp của cả hai chế độ rất tương tự. Sau khi bà được thả ra từ trại tập trung Ravensbrück, bà đã tóm tắt những quan sát của mình như sau:
Giữa những tội ác của Hitler và của Stalin, theo ý kiến của tôi, chỉ có khác nhau về số lượng. Chủ nghĩa Cộng sản nguyên thủy là một ý tưởng tốt đẹp, và Chủ nghĩa Quốc xã thì không bao giờ hay ho cả; ngay từ ngọn nguồn và từ đầu, đầy tội lỗi trong những mục tiêu và những chương trình. Tôi không biết, ý tưởng cộng sản, ngay từ lý thuyết đã chứa đựng những sai lầm căn bản hay chỉ những thực hành ở Liên Xô dưới thời Stalin đã phản bội ý tưởng ban đầu và thiết lập ở Liên Xô một loại chủ nghĩa Phát xít.— Under Two Dictators (trang 300, location 6456, Kindle edition)

### Tạo nên "con người mới"
Đức Quốc xã và chủ nghĩa Stalin đều cùng chia sẻ một ý tưởng theo ý thức hệ của mình để tạo nên một con "người mới" lý tưởng, cả hai đều cho là thế giới tư sản là thế giới xưa cũ, lỗi thời, và cả hai đều phủ nhận hoàn toàn chủ nghĩa tự do cũng như quyền lợi cá nhân và sự tự do, nên họ tìm kiếm để tạo nên một xã hội cấp tiến mới phản tự do. Tuy nhiên họ có khác biệt về ý tưởng con người mới, người Stalinist hiểu về con người mới là sự cần thiết để giải phóng tất cả con người, một mục đích toàn cầu và không phân biệt chủng tộc, trong khi người Nazi hiểu con người mới là là cuộc đua lớn mà sẽ tạo ra một thứ hạng về nòi giống ở Âu Châu.

### Chủ nghĩa quân phiệt
Cả Liên Xô dưới thời Stalin và Nazi Đức phô trương chủ nghĩa quân phiệt. Cả hai đặt nặng về việc tạo một "quân đội Đảng" theo đó các lực lượng quân đội chính quy bị kiểm soát bởi đảng cầm quyền, trong trường hợp Liên Xô đó là chính ủy, Nazi Đức cũng bắt đầu thiết lập "sĩ quan NS lãnh đạo" (tiếng Anh: National Socialist Guidance Officers, tiếng Đức: Nationalsozialistischer Führungsoffizier (NSFO)) vào năm 1943.

## Những khác biệt giữa Đức Quốc xã và chủ nghĩa Stalin

Một áp phích tuyên truyền của Nazi chống Bolshevik 1937

### Xã hội chủ nghĩa
Sử gia Conan Fischer cho là người quốc xã không thật tình khi họ dùng từ xã hội chủ nghĩa, mà họ cho là không thể tách rời với từ quốc gia, và cho đó là xã hội chủ nghĩa của cuộc tranh đua giữa các nòi giống ưu việt, hơn là xã hội chủ nghĩa của những người bị chà đạp đi tìm công lý và bình đẳng." Tuy nhiên cả hai ý thức hệ đều tán thành lý thuyết " quốc gia của những người vô sản", mà Lenin đã làm theo sau khi nó được đưa vào Ý.
Hitler đã dùng từ xã hội chủ nghĩa từ 1920 chỉ để chiêu dụ các giai cấp thấp kém mà đang rơi vào tình trạng khó khăn và có cảm tình với những khẩu hiệu quá khích và xã hội chủ nghĩa., trong khi Stalin thực sự thực hiện quốc hữu hóa và tập thể hóa quốc gia.

## Những so sánh gây tranh cãi

### Sự tàn bạo của hai chế độ
Trong sách đen của Chủ nghĩa Cộng sản, nhà học giả nghiên cứu về Cộng sản Stéphane Courtois lý luận là chế độ Nazi đã làm theo một hệ thống đàn áp của Liên Xô, đặc biệt là hệ thống trại tù Gulag, và những đàn áp trong thời kỳ Liên Xô thì tương tự như những chính sách của Nazis. Courtois xem Đức Quốc xã và chủ nghĩa Cộng sản là 2 hệ thống toàn trị hơi khác nhau một chút. Ông ta cho là "gần đây hơn, có những người chỉ theo đuổi một mục đích duy nhất, tập trung vào việc diệt chủng người Do thái, mô tả Holocaust là sự tàn bạo duy nhất, đã ngăn ngừa sự đánh giá những bi kịch khác cùng một cường độ trong thế giới Cộng sản." Courtois cũng cho là "Việc diệt chủng một giai cấp thì cũng có thể tương đương với diệt chủng một giống dân và cái chết của một đứa trẻ vì nạn đói ở Liên Xô thì cũng ngang hàng với cái chết của một đứa trẻ Do thái trong một Ghetto Warsawa.
Kinh tế gia và học giả nghiên cứu về Cộng sản Steven Rosefielde cũng dùng từ "Holocaust đỏ" để chỉ sự đàn áp tại những nước bị cai trị bởi chế độ Cộng sản.
Cách tiếp cận của Courtois không được Annette Wievriorka chấp nhận, khi cho là những dự định của Courtois để thay thế những kỷ niệm về tội ác Đức Quốc xã bằng những kỷ niệm của tội ác cộng sản và như vậy thay thế chỗ cho tội ác Nazi. Sử gia Amir Weiner phản đối lý lẽ của Courtois. Ông ta chỉ ra là, " Bộ máy giết người trong 4 năm của Đế chế Đức thứ ba chỉ ngưng vì bị đánh bại về quân sự, vẫn làm lu mờ những thảm họa khác, ngay cả khi con số nạn nhân là quan tâm chính yếu", và nông dân ở Nga "nói chung không phải là mục tiêu để bị tiêu diệt như người Do thái và các giống dân khác trong thế giới Nazi." Weiner cho là so sánh Nazi với Soviet thì sai lầm, bởi vì " khi những người kế thừa Stalin mở các cổng ở các trại lao động Gulag, họ cho phép 3 triệu tù nhân trở về nhà. Khi đồng minh giải phóng các trại tập trung của Nazi, họ chỉ tìm thấy vài ngàn cái xương sống đang ngoi ngóp chờ tới phiên bị tử hình."